# Droga B101 (Belgia)
Droga B101 (fla. Bretelle B101) – droga w Belgii, znajdująca się w prowincji Antwerpia. Stanowi łącznik między autostradą A1 a miastem Mechelen i drogą krajową N1. Całkowita długość drogi wynosi około 1 km.